# Alkābād
Alkābād (persiska: الک آباد) är en ort i Iran.   Den ligger i provinsen Lorestan, i den västra delen av landet, 300 km sydväst om huvudstaden Teheran. Alkābād ligger 1 482 meter över havet och antalet invånare är 649.
Terrängen runt Alkābād är varierad.Runt Alkābād är det ganska tätbefolkat, med 116 invånare per kvadratkilometer. Närmaste större samhälle är Borujerd, 20,0 km norr om Alkābād. Trakten runt Alkābād består till största delen av jordbruksmark.